# Micropterix trifasciella
Micropterix trifasciella là một loài bướm đêm thuộc họ Micropterigidae. Nó được heath mô tả năm 1965. Nó được tìm thấy ở French và Italian Alps, và is known to inhabit rau thơm thực vật at an elevation range of 1400–1900 m. Sải cánh dài 3.4-4.7 mm đối với con đực, và 4.2-4.8 đối với con cái.